# Vipera ursinii
La vipera dell'Orsini (Vipera ursinii (Bonaparte, 1835) è un serpente della famiglia dei Viperidi che vive in alcune regioni d'alta quota dell'Europa centrale e meridionale. Il nome è un omaggio al naturalista ascolano Antonio Orsini (1788-1870). In Italia è presente in alcune aree dell'Appennino centrale, ma è specie rara a causa dell'alterazione del suo habitat naturale da parte dell'uomo e per questo è considerata specie protetta da varie convenzioni internazionali tra cui il CITES.

## Descrizione
È caratterizzata da un corpo tozzo e da una testa stretta; è lunga fino a 50 cm. La sua colorazione è grigio-crema o rossastra, con un'elegante striscia a zig-zag bruna o nera sul dorso.

## Biologia
Generalmente è diurna e trascorre il giorno cacciando e riscaldandosi al sole ai margini dei cespugli. Si nasconde al minimo segnale di pericolo entro buchi nel terreno, cavità della roccia, e nel fitto intreccio dei ginepri. I maschi combattono per le femmine durante il periodo degli accoppiamenti che avvengono solitamente a maggio, e le femmine partoriscono 2-5 figli in agosto o settembre. Preda soprattutto insetti ortotteri, ma non disdegna lucertole e piccoli roditori.
La vipera dell'Orsini abita esclusivamente le praterie di alta quota e conduce vita solitaria eccetto nel periodo riproduttivo, quando la si vede in coppia o in gruppi di maschi nell'atto del combattimento per conquistare la femmina.
È dotata di un apparato velenifero funzionante, ma assai debole, anche per le dimensioni ridotte delle zanne; morde rarissimamente ed ha un carattere molto mansueto: un suo eventuale morso non comporta in genere danni rilevanti. Vive dai 7 ai 10 anni.